# Pühalepa (gemeente)
Pühalepa (Estisch: Pühalepa vald) is een voormalige gemeente in de Estlandse provincie Hiiumaa. De gemeente telde 1553 inwoners (1 januari 2017) en had een oppervlakte van 257,4 km². De hoofdplaats was niet Pühalepa, maar Tempa. In oktober 2017 ging de gemeente Pühalepa op in de fusiegemeente Hiiumaa.
Op het grondgebied van de voormalige gemeente ligt de Hellamaabaai. Bij de gemeente hoorden een aantal onbewoonde eilandjes langs de kust, waarvan Vohilaid het grootste is.

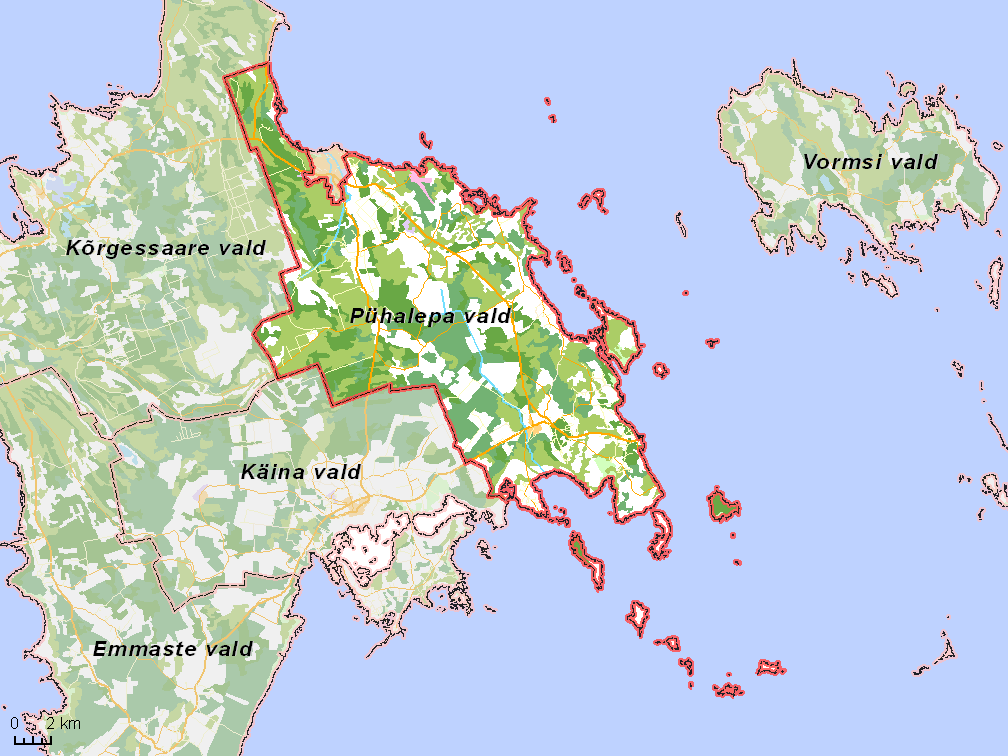
De gemeente met omliggende gemeenten, situatie begin 2013

## Plaatsen
De gemeente telde 47 dorpen: Ala, Aruküla, Hagaste, Harju, Hausma, Hellamaa, Heltermaa, Hiiessaare, Hilleste, Kalgi, Kerema, Kõlunõmme, Kukka, Kuri, Leerimetsa, Linnumäe, Lõbembe, Loja, Lõpe, Määvli, Nõmba, Nõmme, Palade, Paluküla, Partsi, Pilpaküla, Prählamäe, Pühalepa, Puliste, Reikama, Sääre, Sakla, Salinõmme, Sarve, Soonlepa, Suuremõisa, Suuresadama, Tammela, Tareste, Tempa, Tubala, Undama, Vahtrepa, Valipe, Värssu, Viilupi en Vilivalla.
Landgemeente: Hiiumaa
Voormalige gemeenten: Emmaste · Hiiu · Käina · Kärdla · Kõrgessaare · Pühalepa